# Ceriagrion indochinense
Ceriagrion indochinense là một loài chuồn chuồn kim trong họ Coenagrionidae.
Ceriagrion indochinense được Asahina miêu tả khoa học năm 1967.